# Deuil
Pour les articles homonymes, voir Deuil (homonymie).

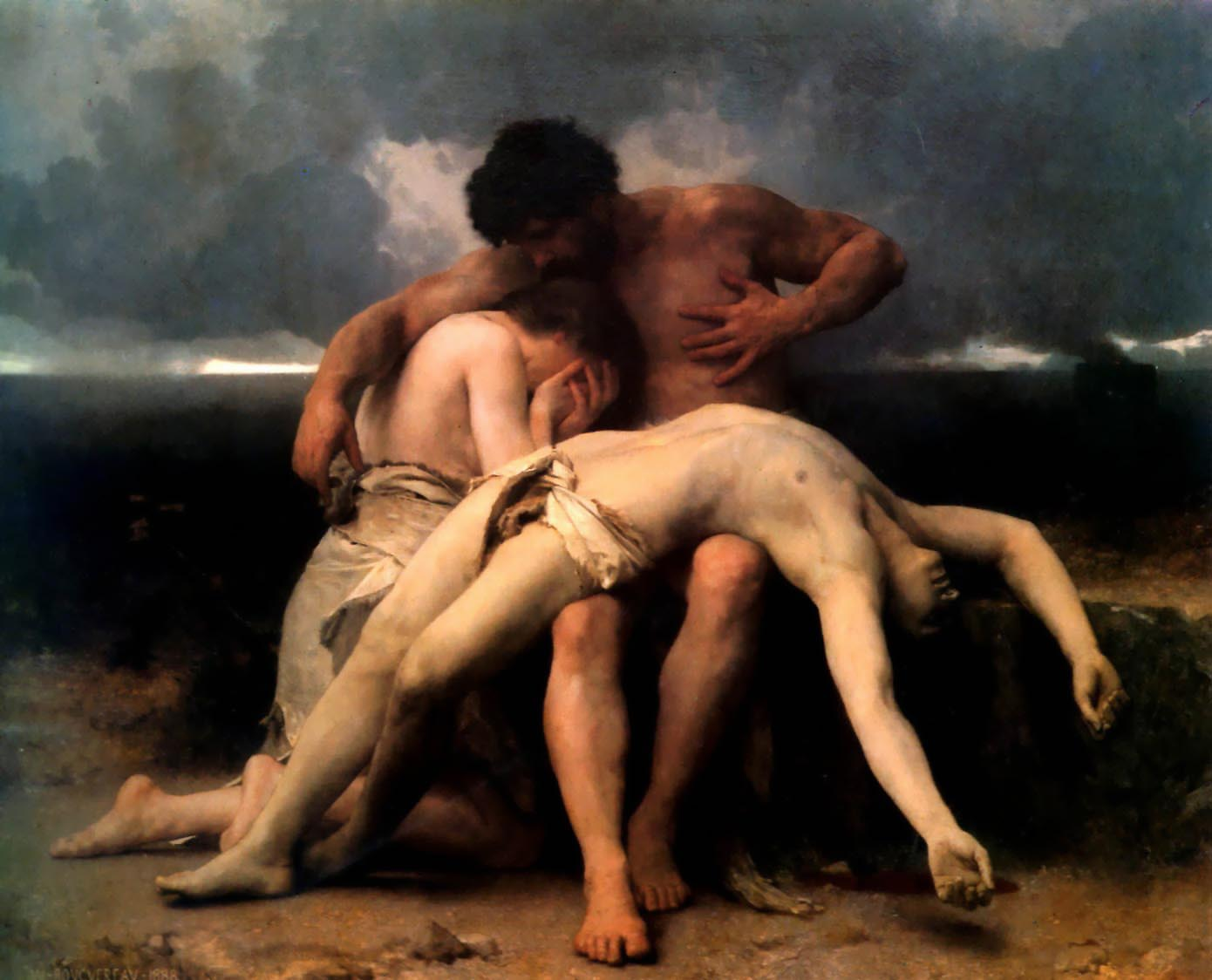
William Bouguereau, Premier deuil, 1888 (Musée national des beaux-arts d'Argentine).

Ivan Kramskoï, Chagrin inconsolable, 1884.

Le deuil est une réaction et un sentiment de tristesse éprouvée à la suite de la mort d'un proche. Souvent associé à la souffrance, le deuil est aussi considéré comme un processus nécessaire de délivrance, nommé résilience. Lorsqu'un événement provoque une crise dans la vie d'un individu, un changement radical est opéré dans la situation établie jusqu'alors. Le deuil possède aussi le sens de « perte définitive » d'un objet auquel un individu peut tenir.
Le deuil est un processus actif, dit « faire le deuil ». L'individu en deuil peut sembler souffrir d'un état dépressif plus ou moins intense, mais un cheminement intérieur se fait. Dans un premier temps, il n'est donc pas simple de distinguer ce qui en est positif pour la personne. Il cause chez l'individu des séquelles psychologiques.

## Généralités
Le mot deuil vient du latin dolium (« douleur »), par l'ancien français duel (« douleur », « affliction causée par la mort de quelqu'un »). D'une manière générale, le deuil permet de surmonter un événement critique de la vie. Il est souvent associé à la mort : « la mort d'une image parfaite des parents lorsque ceux-ci divorcent », « la mort de la confiance en une personne », « la mort d'une relation amoureuse lors d'une séparation », « la mort de quelqu'un ». Ce processus peut également entrer en action dans le cas où un proche perd la mémoire ou la raison. Le deuil nécessite souvent le soutien d'autrui faisant preuve d'empathie (comprendre la souffrance de l'autre sans se l'approprier ou sans « souffrir avec »).
Le deuil peut être réalisé par le biais de tous moyens d'expressions directement créatifs ou délégués (construction de monuments, funéraires ou non, commandes d'œuvres spécifiques en hommage à la personne disparue auprès d'artistes, etc.). Ainsi, l'événement n'est pas oublié mais commémoré, et la douleur qu'il a suscitée s'atténue voire disparaît[réf. nécessaire].

## Processus
Le deuil peut être défini comme la période qui suit la mort d'un être proche (parent, ami, animal familier). Il s'agit d'une notion à la fois psychologique et sociale.
De manière psychologique, lorsqu'une personne est attachée à l'être perdu, elle entre dans une période de tristesse et de remise en cause, voire de dépression nerveuse ; il y a trois phases dans le processus de deuil. La première est celle de la phase de déni ou sidération pendant laquelle la mort de l'être cher n'est pas encore intégrée ; elle dure relativement peu de temps. La deuxième phase est celle des états dépressifs avec des manifestations de douleur physique (perte du sommeil et de l'appétit, boule dans la gorge, courbatures, etc.), et de douleur mentale (manque de concentration, perte de confiance en soi). La durée de cette phase est variable selon chacun. Enfin, la phase de restructuration pendant laquelle on essaie de reprendre goût à la vie.
La mort peut être une délivrance dans le cas d'une personne tyrannique ou lorsque la mort conclut une longue maladie douloureuse. Cependant, à cette délivrance peuvent s'ajouter le remords et la culpabilité.
De manière sociale, d'une part, les sentiments individuels et l'état mental de la personne endeuillée affectent sa capacité de maintenir ou d'entrer en relation avec autrui (y compris dans le domaine des relations sexuelles). Et d'autre part, le sujet en deuil peut développer des attentes nouvelles vis-à-vis de son entourage : besoin d'attention, de sollicitude, de calme, d'isolement, de distraction. Malgré tout, la communication des sentiments occupe une place primordiale dans la vie de l’endeuillé. Cela dit, il est important de respecter le rythme de l’endeuillé ainsi que celui des autres membres de la famille. Il faut donc favoriser l’entraide et la solidarité.
Selon les coutumes funéraires, qui sont souvent abandonnées dans les régions fortement urbanisées, il « faut » suivre un certain nombre de traditions (port d'habits spécifiques, interdiction de se remarier pendant un certain temps en cas de veuvage…) qui dépendent en général du degré de parenté et de l'importance sociale du défunt. 

### Environnement familial

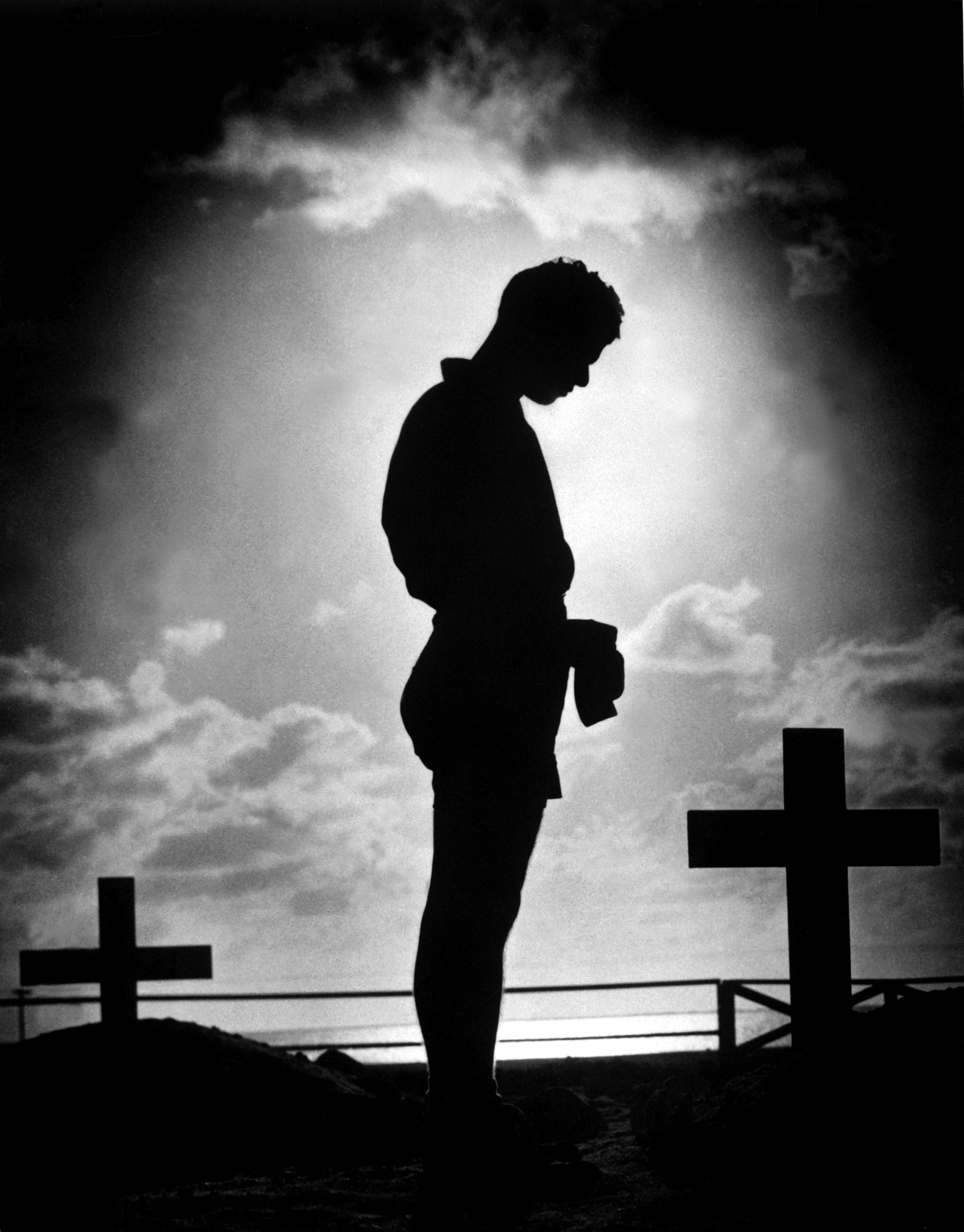
Soldat américain se recueillant sur les tombes de ses camarades tombés au combat dans un atoll près des Philippines.

Chaque famille a sa propre manière de faire face au deuil. Certaines peuvent vivre dans la honte ou le silence alors que d’autres décident d’agir avec résilience et prennent avantage de la présence d’un groupe de soutien. Peu importe la façon de vivre le deuil, il serait important que la personne endeuillée éprouve et exprime ses sentiments face à sa perte. Parfois, les voisins ou les amis peuvent être de bons aidants, même plus que la famille. L’environnement familial joue en rôle prédominant dans le déroulement du deuil. Cela dit, un équilibre doit être atteint puisque le parent restant doit afficher une présence positive et une disponibilité affective sans oublier son propre deuil.
L’un des points importants à retenir est l’importance de parler de l’expérience vécu lors de la mort d’un proche. En effet, la communication est primordiale avec un groupe de soutien pour construire sa nouvelle réalité sans toutefois oublier l’être perdu.
Vivre le deuil en famille peut être difficile. Les parents et les enfants se doivent de garder leurs rôles tout en s’entraidant. De plus, on note que pour pouvoir partager leur expérience du deuil, les jeunes doivent se sentir en confiance. Dans les cas où les jeunes ne trouvent pas de confidents au sein de la famille, des espaces de confiance peuvent se trouver à l’extérieur de la bulle familiale, d’où l’importance des ressources d’aide en ligne.

### Risques
Le deuil, étape aussi normale soit-elle que traverse un individu durant sa vie, comporte un risque dans la plupart des cas. De sévères réactions surviennent chez approximativement 10 à 15 % des individus endeuillés. Le risque est plus élevé chez les individus souffrant déjà de dépression avant la perte de leur proche. Ces réactions peuvent avoir des répercussions pour l'entourage de l'individu endeuillé. Des recherches montrent qu'un couple marié a un risque atténué de rompre après le décès de son enfant.

## Théorie des étapes du deuil
La psychiatre Elisabeth Kübler-Ross a élaboré dans son ouvrage On Death and Dying (traduit sous le titre Les derniers instants de la vie) publié en 1969 un modèle de processus psychologique en cinq étapes sur son étude de cas d'environ 200 patients atteint de maladie mortelles. Pourtant, il a été largement repris pour s'appliquer à l'état de deuil. Malgré l'échec de plusieurs études scientifiques à démontrer que le modèle Kübler-Ross s'applique bel et bien au deuil, celui-ci s'est pourtant inscrit dans la culture populaire et même dans la littérature scientifique (15 000 mentions dans Google Scholar en 2020). En 2017, les chercheurs Margaret Stroebe, Henk Schut et Kathrin Boerner alertent les professionnels de santé sur les effets nocifs que peuvent avoir le fait de guider des patients endeuillés vers le modèle des « étapes du deuil ».
Les raisons de la mauvaise application du modèle de Kübler-Ross et sa diffusion ne sont pas connues mais il peut s'agir d'une mésinterprétation d'un passage de son étude où elle signale que « les membres de la famille sont soumis à des stades d’ajustements différents mais similaires à ceux décrits pour nos patients ».
Il s'agit d'un cycle théorique qui serait composé de cinq étapes :
- Choc, déni : cette courte phase du deuil survient lorsqu'on apprend la perte. La personne refuse d'y croire. C'est une période plus ou moins intense où les émotions « semblent » pratiquement absentes. La personne affectée peut s'évanouir et peut même vomir sans en être consciente. C'est en quittant ce court stade du deuil que la réalité de la perte s'installe.
- Colère : phase caractérisée par un sentiment de colère face à la perte. La culpabilité du survivant peut s'installer dans certains cas. Période de questionnements.
- Marchandage : phase faite de « négociations », chantages.
- Dépression : phase plus ou moins longue du processus de deuil qui est caractérisée par une résignation acquise, une grande tristesse, des remises en question, de la détresse. Les endeuillés dans cette phase ont parfois l'impression qu'ils ne termineront jamais leur deuil car ils ont vécu une grande gamme d'émotions et la tristesse est grande.
- Acceptation : dernière étape du deuil où l'endeuillé reprend du mieux. La réalité de la perte est beaucoup plus comprise et acceptée. L'endeuillé peut encore ressentir de la tristesse, mais il a retrouvé son plein fonctionnement. Il a aussi réorganisé sa vie en fonction de la perte.

Les cinq phases ci-dessus peuvent être linéaires, mais il arrive souvent qu'un endeuillé fasse des retours en arrière avant de recommencer à avancer. Une bonne façon de traverser un deuil est de comprendre ce que l'on vit et de partager ses sentiments et émotions avec des proches ou des gens qui vivent également un deuil. Ces étapes ne se succèdent pas forcément. Il ne s'agit pas d'un mécanisme inévitable. Certaines personnes peuvent quitter un deuil et passer à l'ultime étape de liberté d'action, sans que les sentiments qu'elles pouvaient porter puissent être considérés comme « négligeables ».
Le deuil est une réaction personnelle et collective qui peut varier en fonction des sentiments et des contextes. Cette réaction commence par le déni et se termine par une acceptation plus ou moins libérée du sentiment d'attachement qu'éprouvait l'endeuillé. Dans tous les cas, pour que le processus du deuil devienne actif, la condition est que le changement soit non-désiré. S'il s'agit d'un suicide, si le décès est espéré, si la rupture est attendue, le deuil est soit déjà passé, soit il n'y a pas lieu de parler de deuil, soit il viendra à retardement.

## Religion et Culture

### Symboles et couleurs

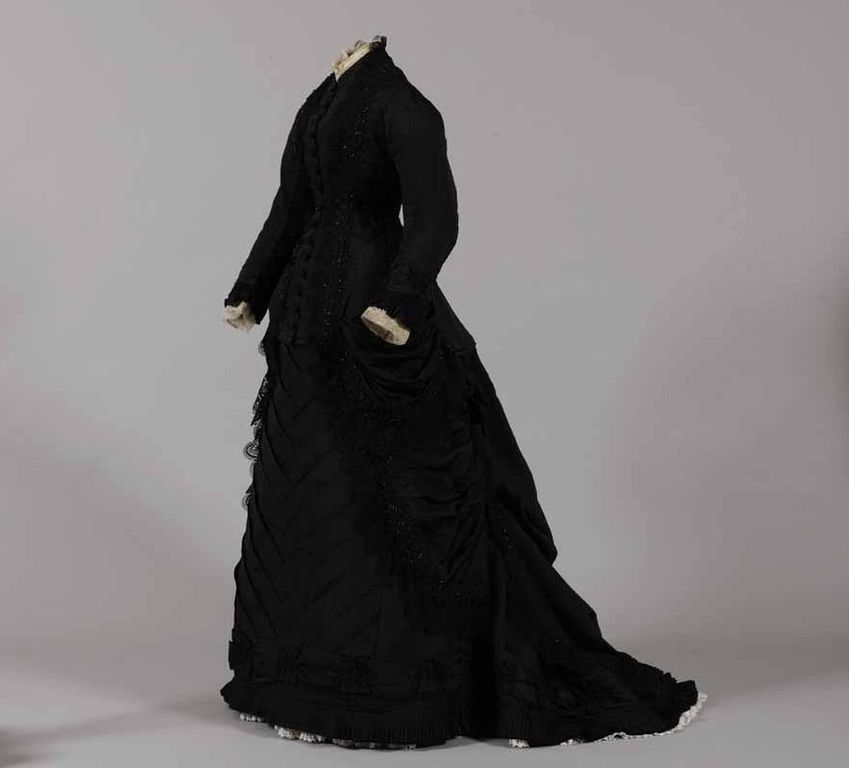
Robe de sortie pour une dame de la haute société en deuil, France, 4e quart du XIXe siècle.

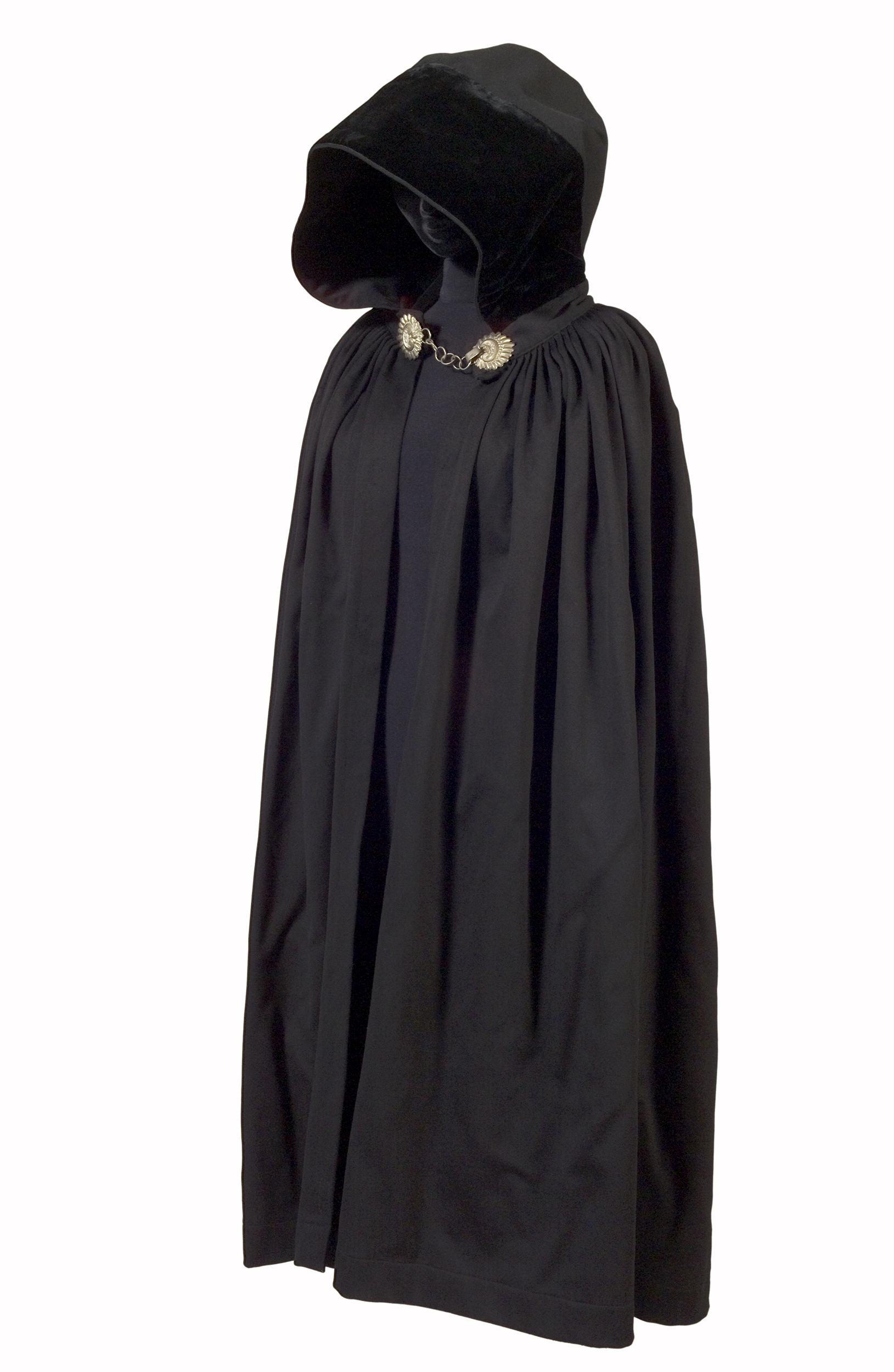
Cape de deuil portée à Saint-Renan (Finistère) jusqu'en 1945.

La couleur du deuil varie selon les cultures et mœurs.
Dans le monde occidental, cette couleur est généralement le noir, bien que ça n'ait pas toujours été le cas. Si le noir est la couleur la plus associée au deuil, en occident, du fait que c'est celle du grand deuil et, autrefois, de la liturgie des morts, d'autres couleurs de deuil étaient admises : le violet (du lavande au mauve) — qui est la couleur liturgique de la messe des morts —, le gris et le blanc. On remarquera également qu'autrefois, à la Cour de France, la Reine portait le deuil de son époux en blanc (le « Deuil blanc », très rigoureux), et le Roi portait le deuil en violet.
Au Viêt Nam, en Corée du Sud, en Inde et dans le monde arabe, la couleur du deuil est le blanc.
Au Japon, c'est le blanc et le noir.
En Chine, c'est souvent le noir combiné au blanc, cependant il y peut y avoir d’autres couleurs selon les différentes situations ou conditions des décédés. Par exemple, si la personne était très âgée, les proches peuvent considérer que le décès est une célébration joyeuse (puisqu’elle a mérité de vivre si longtemps), les couleurs rouge ou rose peuvent alors marquer le deuil.
On peut voir de nombreux symboles dans ces couleurs. Le noir représente l'obscurité, associée à la fermeture des yeux, au sommeil nocturne (la mort étant fréquemment perçue comme un sommeil éternel), à l'absence de lumière sous la terre (lieu de sépulture, domaine d'Hadès où vont les morts dans la tradition antique grecque, lieu supposé des enfers). Le blanc évoque la pâleur du mort, la lumière céleste, la vérité (dans certaines cultures, l'âme du mort a accès à des connaissances hors de portée des humains).

### Deuil à travers les différentes religions

#### Deuil dans le judaisme
Les prescriptions de deuil ont pour but de rendre hommage au mort (kevod hamet) et de soutenir les endeuillés au cours de leurs diverses phases de deuil (ni'houm avelim). Les rites et coutumes qui s'y rattachent varient en fonction de l'origine culturelle du défunt et du degré d'observance des parents.[réf. nécessaire]

#### Deuil dans le catholicisme
La pastorale des funérailles est le service de l’Église qui accompagne toute personne en fin de vie et son entourage endeuillé après la mort de la personne, puis à son ensevelissement, et enfin à l’« après-funérailles » par une visite ou une invitation à une célébration mémorielle, plus spécialement le jour anniversaire du décès de la personne ou le 2 novembre, jour où l'Église se rassemble pour célébrer la mémoire des défunts (le 1er novembre étant réservé pour les saints).

#### Deuil dans l'islam
Les proches et les parents doivent observer une période de trois jours de deuil[réf. nécessaire]. Le deuil se caractérise par l'augmentation de la dévotion, la reception de visiteurs présentant leurs condoléances et en évitant décoratifs par la simplicité des vêtements et des bijoux en conformité avec le Coran.[réf. nécessaire]

### Coutume traditionnelle française
- Si vous ne connaissez pas le sujet, laissez ce bandeau (vous pouvez alors contacter les auteurs).
- Si vous supprimez le contenu mis en cause (vous pouvez préalablement contacter les auteurs),

argumentez précisément cette suppression dans la page de discussion
(un manque de référence n'est pas un argument ; une recherche réelle de référence doit avoir été effectuée, être formellement documentée).
La durée d'un deuil est très variable, suivant la souffrance de la personne. Elle peut s'étendre de plusieurs semaines à plusieurs mois ou même plusieurs années. Néanmoins, quand le deuil fait suite à la perte d'un proche, la première année est souvent décisive afin de revisiter toutes les grandes dates anniversaire.
Autrefois, en France, la durée du deuil était généralement fixée, pour les conjoints, à un an pour le veuf et à deux ans pour la veuve. Lorsqu'il s'agissait du décès d'une personne n'ayant aucun lien de parenté, un deuil pouvait être respecté, uniquement par courtoisie, pendant une durée beaucoup plus courte. Pendant la période dite de « grand deuil » et qui durait généralement une année, la veuve ne devait porter que des vêtements de couleur noire. Encore ne devaient-ils être que de lainage ou de crêpe anglais. Pas de bijoux, excepté en bois noirci ou, plus tard, en jais. Le chapeau est accompagné d'un long voile de crêpe couvrant le visage et descendant jusqu'aux genoux. Il ne doit pas être levé avant six mois. Généreuse, la comtesse de Gencé précise toutefois dans Savoir-vivre et usages mondains qu'il est « permis, durant les grandes chaleurs, de ramener le voile sur l'épaule gauche ». Passé ce délai, les conventions lui permettaient de revêtir du violet, du mauve ou du gris et ce, jusqu'au terme du deuil. C'est ce qu'on appelait la période de « demi-deuil ». La veuve peut alors porter du velours ou du taffetas. Elle peut se remettre à porter des perles ou des améthystes.
Inutile de dire que, dans la France agricole, ces considérations n'ont pas cours. La parentèle est nombreuse, les décès fréquents, les revenus réduits, et le problème est résolu en s'habillant en noir durant la quasi-totalité de son existence. Le veuf, quant à lui, devait porter des vêtements sombres, et éventuellement fixer un ruban de crêpe noir autour de son chapeau ou porter un bandeau noir autour du bras. Pour un militaire ou tout homme portant un uniforme (y compris les collégiens), c'est même la seule marque du deuil. La même comtesse de Gencé précise « que la hauteur du crêpe varie selon le degré de parenté ». C'est dire jusqu'où allait le détail ! La Loi dispose que le veuf peut se remarier après six mois de veuvage (dix-huit mois pour la veuve...). Les manuels précisent que « les convenances mondaines interdisent formellement de profiter de cette tolérance. »
Pour un autre membre de la famille (père, mère, enfant, frère, sœur…), les mêmes règles étaient appliquées, mais dans des délais moindres. Néanmoins, le port du voile rabattu durant six mois est également imposé pour parents et enfants. Pour les frères et sœurs, il se porte rejeté sur l'épaule gauche ou enroulé en écharpe. Pour les parents plus lointains, le voile n'est pas exigé, sauf si l'on est héritière du défunt. À noter que l'on n'était pas tenu à un deuil sévère pour les enfants morts en bas âge. Outre le deuil vestimentaire, aucune partie de plaisir, aucune fête, aucun dîner, aucun concert, aucune fleur ne sont autorisés durant les six premiers mois du deuil. Tout bruit est évité dans la maison, la musique proscrite, le piano fermé. Les activités sociales sont reprises à dose homéopathique durant la période de demi-deuil. Même le papier à lettres et les mouchoirs sont bordés d'une bande noire dont la largeur varie selon le degré du deuil.
La Seconde Guerre mondiale a signé le début du déclin du deuil, essentiellement avec les restrictions qui ne permettaient plus de se procurer les vêtements adaptés. Il a néanmoins continué d'être porté jusqu'à la fin des années soixante en zone rurale et dans les familles traditionnelles. Les évènements de 1968 et l'évolution des mœurs qui ont suivi lui ont porté le coup fatal.
La couleur noire est portée par tout un chacun. Il n'y a en général plus de marque extérieure de deuil, et de fait plus de deuil social à proprement parler. Certains[Qui ?] regrettent cet état de fait : si l'entourage est au courant de la situation de la personne, ce n'est en revanche pas le cas des autres personnes, ce qui peut conduire à un manque de tact et donc à une souffrance supplémentaire dans certaines situations.
Le port du deuil est recommandé par certains psychiatres à leurs clients en souffrance après la perte d'un être cher. C'est une façon d'extérioriser son chagrin, cela peut être favorable à la thérapie. Cependant, cela diffère selon les cultures et traditions, pour lesquelles la vision de la mort peut diverger.

#### Durée du deuil
D'après Sandrine Sénéchal et Thierry Dehan :
| —                                 | Veuvage                                                                 | Père, mère, enfants, beau-père, belle-mère | Grand-père, grand-mère | Frère et sœur, beau-frère et belle-sœur, neveu et nièce | Oncle et tante | Cousin germain et parrain |
| --------------------------------- | ----------------------------------------------------------------------- | ------------------------------------------ | ---------------------- | ------------------------------------------------------- | -------------- | ------------------------- |
| Grand deuil (laine et crêpe)      | 1 an                                                                    | 9 mois                                     | 3 mois                 | 6 mois                                                  |                |                           |
| Période dite de la « soie noire » | 6 mois                                                                  | 6 mois                                     | 6 mois                 | 3 mois                                                  | 3 mois         |                           |
| Demi-deuil                        | 6 mois                                                                  | 3 mois                                     | 3 mois                 | 3 mois                                                  | 3 mois         | 3 mois                    |
| Durée totale                      | Veuve : 1 an, 6 semaines à Paris, jusqu'à 2 ans en dehors Veuf : 6 mois | 18 mois                                    | 1 an                   | 10 mois                                                 | 6 mois         | 3 mois                    |

## Deuil officiel
Dans chaque pays les gouvernements ont la possibilité de créer un deuil « officiel ». Celui à la suite du décès d'une personnalité importante ou d'un événement ayant marqué les esprits, comme un attentat ou national. Ce deuil national peut être marqué par la mise en berne des drapeaux (sur les bâtiments officiels, les drapeaux français sont hissés à mi-chemin ou bien serrés par un bandeau noir) et une minute de silence est observée dans les lieux publics comme les écoles, hopitaux, casernes etc.